# ホーンズワグル
ホーンズワグル（Hornswoggle、1986年5月29日 - ）は、アメリカ合衆国のミゼットレスラー。
本名、ディラン・マーク・ポストゥル（Dylan Mark Postl）、ウィスコンシン州オシュコシュ出身。
一発ネタで終わることの多いミゼットレスラーとしては珍しく、個性的なキャラクターと試合におけるコミカルな動きで長期的に高い人気を維持している。

## 来歴

### WWE
2006年5月のスマックダウンに突如、フィンレーの合図でアイルランドの妖精としてリング下に登場。それ以降フィンレーと共に行動する。
2007年にはホーンズワグルと名乗りクルーザー級王座を獲得。WWEではたくさんのミゼットレスラーが登場したがミゼットとしては1年以上も出場して、しかもタイトルまで獲得したのは彼が初めてである。その上、WWEの男子レスラーではスパイク・ダッドリーを抜いて最も体重が軽く、クルーザー級王座を最年少（21歳）で獲得した実績もある。その後、ジェイミー・ノーブルとの抗争を経て、オーナーであるビンス・マクマホンの隠し子であった（というストーリー）事が発覚する。
11月5日のRAWでDXが一夜のみ復活した時、自分もDXに入りたいといいDXの承諾を得て、決め台詞の「suck it!!」というかと思われたが、（ブギーマンとザ・グレート・カリも一緒にいた）ジョナサン・コーチマンが現れ、結局何も言わずに退場した。その後ビンスの命令によりサバイバー・シリーズでザ・グレート・カリと戦うこととなった。試合ではフィンレーが乱入し反則負けとなるがフィンレーと協力してカリを倒す。

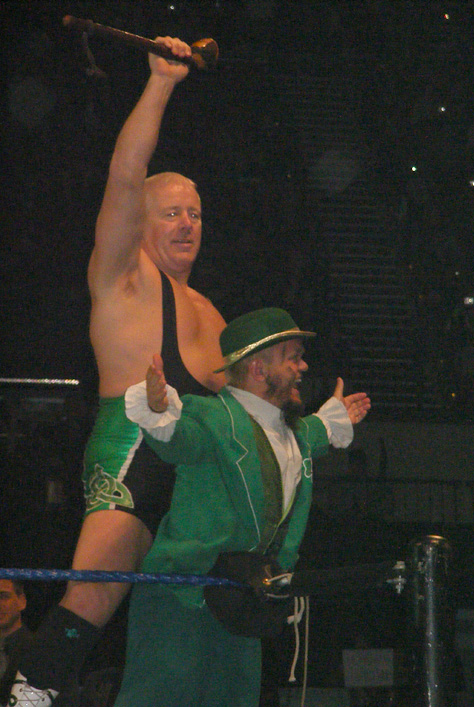
フィンレーとホーンズワグル

2008年にはロイヤルランブルに史上最小レスラーとして出場。その後、ビンスの隠し子ではなく実はフィンレーの隠し子であったというストーリーが展開され、番組内でもフィンレーとタッグ戦を行うようになる。この頃からベビーターンする。6月の追加ドラフトにより、フィンレーと共にECWへ移籍。移籍後もベビーとしてフィンレーと共に活動する。
2009年の追加ドラフトにより、RAWへの移籍が決定し、ECWに残留したフィンレーと別れることとなる（ただし、親子アングルは継続）。移籍後はゴールダストと共に活動していたが、その後ゴールダストのECWへの移籍に伴い、シングルでの活動となった。その後はチャボ・ゲレロと抗争していたが毎回チャボにハンデが付けられたり、マーク・ヘンリーやエヴァン・ボーンなどの援護によって全試合勝利し、ついにチャボは自ら敗北を宣言した。これにより一応の決着がつく。その後は復活したD-ジェネレーションXとコメディタッチのやり取りを繰り広げていたが12月21日のRAWでDXメンバーのショーン・マイケルズとトリプルHに認められDXの公式マスコットとなる。2010年に入るとDXと絡むことは少なくなり、ゲストホストとの絡みが多くなる。そして4月の追加ドラフトによりSmackDown!へ移籍する。
移籍後はしばらくフェードアウトしていたが、GM専用ルームの植木に擬態しているところをセオドア・ロングに発見される形で復帰する。
その後はコミカル路線に走っており、ジャック・スワガーの公認マスコットだったジ・イーグル（レスラーが鷲の着ぐるみを着用している。正体はチャボ・ゲレロとの噂もあるが公式発表はない）との抗争などで観客の笑いを誘った。
2011年3月から開始されたNXTシーズン5ではタイタス・オニールのプロを務めることとなった。英語が話せないのにオニールとだけは意思の疎通ができるなど師弟関係は良好であったが、第84回放送で「スマックダウンでの試合に専念したい」という理由で友好的に師弟関係を解消した。12月のクリスマススペシャルのSMACKDONでは見事バトルロイヤルで勝利しサンタクロースによって英語がしゃべれるようになった。
2012年後半以降から2013年後半にかけてグレート・カリと大小凸凹コンビとしてタッグチームを結成。コメディ路線等で活躍するが、一緒に活動していたナタリヤがシングル戦でプッシュを受けたりなど、TV活躍することなくその後はベビー選手のセコンドとして度々TV出演。また、2012年7月、RAW1000回放送前の放送において、2010年にPCから指示を伝えていた謎のGMミスティックマン（日本語放送の字幕では匿名のGM)の正体であったことが判明した（但し、2014年12月のRAWにて匿名のGMが突然復帰した際に、正体不明扱いされたことで、無かったことにされた模様）。
2014年4月頃、突如3MBのマスコットとして風貌とキャラを一新しヒールターンする。3MBの一員としてロス・マタドールズと抗争開始。エル・トリートとミゼットレスラー同士の闘いを繰り広げたが、6月1日、特番のペイバックにてマスクと髪を賭けた対決に敗れ中途半端に髪を刈られてしまう。
その後、MAINEVENTやSUPERSTARSにて、ロス・マタドールの仲間として乳牛の着ぐるみ姿で登場。仲間であったスレイター&タイタス・オニールのスレイター&ゲーターと抗争したが短期間でギミックは立ち消え、その後またスレイターらの仲間としてワニの着ぐるみを着た「ミニゲーター」を名乗ったり、ザ・ミズやダミアン・ミズドウと同じコートやサングラスを着て同行するなどしてそれぞれ短期間出場している。
2016年5月6日 WWEから解雇が発表された。

### Impact Wrestling
2017年4月27日、Impact Wrestlingに登場。リングアナウンサーを務めるスパッドの持っていた用紙を奪い逃げるがリング上で捕まりズボンを破かれてしまった。

## その他
- 王座保持期間中に剥奪され、クルーザー級王座は廃止されたため、最後のクルーザー級王者になった。
- 初登場時には名の無い妖精リトル・バスタードの通称で通っていたが、テレビ放映局にこのリングネームを問題視された（小人症の人に対する差別的な名前でもあったから）ため現在のホーンスワグルへと変更された。

## 得意技
- タッドポール・スプラッシュ

フロッグ・スプラッシュと同型。ミニ版なのでTadpole（オタマジャクシ）の名で呼ばれている。
- スウィート・シン・ミュージック

スウィート・チン・ミュージックと同型。ミニ版なので顎ではなく脛を蹴る。
- スティンク・フェイス

尻を相手の顔面にこすりつける。
- 飛びつき攻撃

2007年時はマクマホン家の血を引いているというギミックのため卑怯な反則技も披露していた。
- 噛み付き攻撃

## 獲得タイトル
WWE
- WWEクルーザー級王座 : 1回（最終王者）

PWI
- PWI2007ルーキー・オブ・ザ・イヤー（新人王）

NWAウィスコンシン
- NWAウィスコンシンXディヴィジョン王座 : 1回

SSW
- SSWタッグ王座 : 1回（w / デヴィン・ダイアモンド）

DDTプロレスリング
- アイアンマンヘビーメタル級王座 : 2回（第1222代、1225代）